# Čachtice
Čachtice je naseljeno mjesto u okrugu Nové Mesto nad Váhom u  Trenčínskom kraju u Slovačkoj.

## Stanovništvo
| Godina:     | 1993. | 2003.   | 2013.    | 2023.   |
| ----------- | ----- | ------- | -------- | ------- |
| Broj ljudi: | 3594  | 3553    | 4012     | 3620    |
| Razlika:    |       | -1,14 % | +12,91 % | -9,77 % |

| Godina:     | 2022. | 2023.   |
| ----------- | ----- | ------- |
| Broj ljudi: | 3653  | 3620    |
| Razlika:    |       | -0,90 % |

Prema podacima o broju stanovnika iz 2023. godine naselje je imalo 3620 stanovnika.

## Vanjske poveznice
|  | Zajednički poslužitelj ima još gradiva o temi Čachtice |

- Službena stranica naselja (sl.)